# Burg Schwabsberg
Die Burg Schwabsberg ist eine abgegangene Höhenburg auf einem Bergvorsprung über dem Jagsttal bei Schwabsberg, einem Ortsteil der Gemeinde Rainau im Ostalbkreis in Baden-Württemberg.

## Geschichte
Die Burg war Sitz des Ortsadelsgeschlechts der Ritter von Schwabsberg, die 1147 das erste Mal erwähnt wurden. Diese waren ellwangische Ministerialen, später auch Truchsessen. Das schwabsbergische Wappen zeigte im (blauen) Schilde einen aufgerichteten (goldenen) Löwen, links von einer (silbernen) Hirschstange beseitet; Helmkleinod ein (rechts blaues, links weißes) Hirschgeweih. Dieses Wappen war bis zur Gründung der Gemeinde Rainau das Wappen der Gemeinde Schwabsberg. Das heutige Wappen von Rainau ist an das schwabsbergische Wappen angelehnt.

## Beschreibung
Der Burgstall hat eine Größe von etwa 18 auf 20 Meter.